# Vlastimil Vozka
Vlastimil Vozka (* 20. března 1954 Plzeň) je český politik, v letech 2013 až 2017 poslanec Poslanecké sněmovny PČR (kandidoval za hnutí ANO 2011), v letech 2012 až 2016 zastupitel Ústeckého kraje, v letech 2006–2014 primátor statutárního města Mostu. Byl členem strany Severočeši.cz, později vstoupil do hnutí ProMOST.

## Život
Po absolvování hornické průmyslovky v Duchcově vystudoval Vysokou školu báňskou v Ostravě (získal titul Ing.).
Pracoval téměř třicet let u důlních firem, například v Mostecké uhelné či naposledy jako ředitel ve společnosti Důl Kohinoor. Zasedá rovněž v orgánech řady společností, jsou mezi nimi v Severočeská vodárenská společnost, První mostecká nebo United Energy.
Angažuje se jako předseda správní rady obecně prospěšné společnosti Podkrušnohorské technické muzeum. Do roku 2011 byl členem správní rady Vysoké školy finanční a správní.
Vlastimil Vozka je ženatý a má jednoho syna.

## Politické působení
Do politiky vstoupil, když byl v komunálních volbách v roce 2002 zvolen jako nestraník na kandidátce "Sdružení Mostečané Mostu, sdružení Strany pro otevřenou společnost (SOS) a nezávislých kandidátů" do Zastupitelstva města Mostu. Mandát zastupitele obhájil za stejný subjekt v komunálních volbách v roce 2006. V prosinci 2006 byl navíc zvolen primátorem statutárního města Mostu. V komunálních volbách v roce 2010 obhájil jako nestraník za Sdružení Mostečané Mostu jak mandát zastupitele města, tak následně i post primátora. Z něj byl odvolán v dubnu 2014 po kritice, která se týkala jeho studia za peníze města.
Do vyšší politiky vstoupil, když byl v krajských volbách v roce 2012 zvolen jako nestraník za stranu Severočeši.cz do Zastupitelstva Ústeckého kraje. Ve volbách v roce 2016 nemohl mandát krajského zastupitele obhájit, jelikož byla kandidátka hnutí Severočeši.cz, za něž kandidoval, týden před volbami stažena za rozporuplných okolností.
Ve volbách do Poslanecké sněmovny PČR v roce 2010 se rozhodl kandidovat v Ústeckém kraji jako zástupce strany Severočeši.cz za Suverenitu – Stranu zdravého rozumu, ale neuspěl (strana se do Sněmovny nedostala). O tři roky později ve volbách do Poslanecké sněmovny PČR v roce 2013 kandidoval jako člen strany Severočeši.cz ze čtvrtého místa na kandidátce hnutí ANO 2011 v Ústeckém kraji a byl zvolen. Dostal 4 092 preferenčních hlasů a posunul se tak na konečné druhé místo (ANO získalo v kraji 4 mandáty).
V komunálních volbách v roce 2014 obhájil post zastupitele města Mostu, když jako nestraník vedl kandidátku subjektu "Severočeši Most". Na konci roku 2014 byl zvolen radním města. Ve volbách do Poslanecké sněmovny PČR v roce 2017 již nekandidoval.
V komunálních volbách v roce 2018 obhájil mandát mosteckého zastupitele, když kandidoval jako nestraník za hnutí ProMOST. Zůstal i radním města. Ve volbách v roce 2022 kandidoval již jako člen hnutí ProMOST. Obhájil jak mandát zastupitele města, tak post radního.